# District historique des Manzanita Lake Naturalist's Services
Le district historique des Manzanita Lake Naturalist's Services, ou Manzanita Lake Naturalist's Services Historic District en anglais, est un district historique dans le comté de Shasta, en Californie, aux États-Unis. Protégé au sein du parc national volcanique de Lassen, il est inscrit au Registre national des lieux historiques depuis le 23 juin 2006. Le Discovery Center, le Loomis Museum, la Loomis Ranger Station et le Seismograph Building sont les principales propriétés contributrices depuis sa création.